# Friedberg (Austria)
Friedberg – miasto w Austrii, w kraju związkowym Styria, w powiecie Hartberg-Fürstenfeld. Liczy 2566 mieszkańców (1 stycznia 2015). Do 31 grudnia 2012 należało do powiatu Hartberg.

## Współpraca
Miejscowości partnerskie:
- Friedberg, Niemcy
- Ljutomer, Słowenia
- Söchtenau, Niemcy